# Songze-Kultur
Die Songze-Kultur (chin. Sōngzé wénhuà 崧泽文化) war eine neolithische Kultur in China. Sie ist nach der Songze-Fundstätte (Sōngzé yízhǐ 崧泽遗址 Songze site) in Qingpu, Shanghai, benannt, die 1960 ausgegraben wurde. 
Ihre Zeit fällt in die Jahre 3900 bis 3200 v. Chr. Sie war hauptsächlich im Gebiet des Sees Tai Hu 太湖 im Gebiet des unteren Jangtsekiang verbreitet. Reisanbau spielte im Wirtschaftsleben eine große Rolle. Es wurden Steinartefakte (Jade) und Töpfereierzeugnisse entdeckt.  

## Stätten
Weitere Stätten mit Relikten der Songze-Kultur in Qingpu sind beispielsweise die Fuquanshan-Stätte, das Jinshan-Grab und die Shiqianchun-Stätte.